# Aurélie Filippetti
Aurélie Filippetti (ur. 17 czerwca 1973 w Villerupt) – francuska polityk, parlamentarzystka i pisarka, od 2012 do 2014 minister kultury i komunikacji.

## Życiorys
Urodziła się w rodzinie włoskiego imigranta, jej ojciec był działaczem związkowym i następnie samorządowcem. Studiowała literaturę klasyczną w École normale supérieure de Fontenay-Saint-Cloud w Lyonie, po czym podjęła pracę w zawodzie nauczycielki w szkole średniej. W 1999 wstąpiła do ugrupowania Zielonych, w 2001 została jednym ze specjalnych doradców Yves'a Cocheta. W tym samym roku uzyskała mandat radnej 5. dzielnicy Paryża. W 2006 odeszła z partii na skutek konfliktów, nawiązała bliską współpracę z Ségolène Royal, stając się jej doradcą w trakcie kampanii wyborczej. Związała się wówczas z Partią Socjalistyczną. Z jej ramienia w wyborach parlamentarnych w 2007 została wybrana do Zgromadzenia Narodowego XIII kadencji z okręgu wyborczego w departamencie Mozela.
16 maja 2012, po zwycięstwie François Hollande'a w wyborach prezydenckich i powołaniu przez niego nowego rządu, Aurélie Filippetti została ministrem kultury i komunikacji w gabinecie, którego premierem został Jean-Marc Ayrault. Utrzymała następnie mandat poselski w wyborach przeprowadzonych w kolejnym miesiącu. Po dokonanej 21 czerwca 2012 rekonstrukcji pozostała w drugim gabinecie tego samego premiera na dotychczasowym stanowisku.
2 kwietnia 2014 ponownie powierzono jej tę funkcję w rządzie Manuela Vallsa. Po dymisji premiera w sierpniu 2014 była jednym z kilku ministrów, którzy nie znaleźli się w składzie drugiego gabinetu Manuela Vallsa.
W 2018 dołączyła do ugrupowania Génération.s. Był też radną w Metzu, zrezygnowała z mandatu w 2018.
Autorka publikacji książkowych, m.in. Les Derniers Jours de la classe ouvrière (2003) i Un homme dans la poche (2006).